# Niedersächsische Technische Hochschule
Die Niedersächsische Technische Hochschule (NTH) war eine Allianz der drei Universitäten TU Braunschweig, TU Clausthal und Universität Hannover. Sie beinhaltete die naturwissenschaftlichen und technischen Fächer und Fächergruppen der drei Mitgliedsuniversitäten. Dazu zählten die MINT-Fächer der Ingenieur- und Naturwissenschaften, Architektur, Informatik und Mathematik.
Die Hochschule wurde zum 1. Januar 2009 eingerichtet und ging auf die Initiative des damaligen Niedersächsischen Ministers für Wissenschaft und Kultur, Lutz Stratmann, zurück, aus diesen niedersächsischen Hochschulen eine „Hochschule Niedersachsen“ zu formen. Braunschweig, Clausthal und Hannover hatten im Jahr 2000 bereits das „Consortium Technicum“ gegründet, um verteilte Forschungsschwerpunkte zu bilden. Dieses wurde im Zuge der Planung einer Niedersächsischen Technische Hochschule aufgegeben.
Der Sitz wechselte in einem zweijährlichen Turnus in alphabetischer Reihenfolge zwischen den beteiligten Hochschulen. Zuletzt hatte Erich Barke, der Präsident der Universität Hannover, vom 1. Januar 2013 bis 31. Dezember 2014 den Vorsitz im Präsidium und im Senat der Niedersächsischen Technischen Hochschule inne. Er übernahm das Amt von seinem Vorgänger Thomas Hanschke, Präsident der TU Clausthal. Von 2009 bis 2011 hatte Jürgen Hesselbach, Präsident der TU Braunschweig, das Amt des Vorsitzenden des NTH-Präsidiums inne. 
Am 14. Oktober 2014 gab das Niedersächsische Ministerium für Wissenschaft und Kultur nach einer Evaluation der Wissenschaftlichen Kommission Niedersachsen bekannt, die Niedersächsische Technische Hochschule zum 1. Januar 2015 auflösen zu wollen. Als Grund nannte das Ministerium, dass eine von oben aufgesetzte Struktur wie die Niedersächsische Technische Hochschule die erwarteten Vorteile nicht effektiv nutzen könne. An ihre Stelle sollen in Zukunft Forschungsverbünde treten, die „aus der Wissenschaft heraus entwickelt würden“ und die Autonomie der einzelnen Hochschulen berücksichtigten.
Am 18. Dezember 2014 hatte der niedersächsische Landtag beschlossen, das NTH-Gesetz ab dem 1. Januar 2015 ruhen zu lassen. Damit enden auch sämtliche Mitgliedschaften in den Organen der NTH. Am 31. Dezember 2015 wurde die Niedersächsische Technische Hochschule aufgelöst.